# Noria de Septién
Noria de Septién är en ort i Mexiko.   Den ligger i kommunen León och delstaten Guanajuato, i den centrala delen av landet, 300 km nordväst om huvudstaden Mexico City. Noria de Septién ligger 1 801 meter över havet och antalet invånare är 524.
Terrängen runt Noria de Septién är huvudsakligen platt, men åt nordost är den kuperad. Runt Noria de Septién är det mycket tätbefolkat, med 1 313 invånare per kvadratkilometer. Närmaste större samhälle är León de los Aldama, 8,1 km norr om Noria de Septién. Trakten runt Noria de Septién består till största delen av jordbruksmark.